# Мономахов трон
«Мономахов трон» — Царское место (трон) в Успенском соборе Московского Кремля.

## История
Предание рассказывает о войне Владимира Мономаха с Византией, вследствие которой будто бы император отправил в Россию многих сановников и митрополита с троном (Царским местом), регалиями и утварями. Послы, прибыв к великому князю около 1116 года поднесли ему дары, а митрополит венчал его на царство. Легенда времен Российской империи гласила, что трон в Успенском соборе и есть именно тот самый трон, на котором сидел Мономах во время этого венчания. Константинопольский патриарх Иоасаф в 1561 году письменно подтвердил венчание Владимира. Карамзин говорит, что посольство было, только не от Константина Мономаха, а от Алексея Комнина.
Сегодня подтверждается документами, что царь Иван Грозный устроил Царское место (престол) в Успенском соборе в 1551 году. Оно располагалось под шатровой сенью. Узорчатая кровля (сень) стояла на четырёх столбах. Столбы сени стояли на фигурах четырёх животных: лев (лютый, скимент), уена (зверя окрутное, без оберненья шеи — то есть гиена) и два других назывались оскроганами. Они должны были обозначать таинственный смысл как самого трона, так и особенно смысл царского достоинства и сана. Рядом с царским местом находилась написанная по заказу царя икона «Благословенно воинство Небесного Царя».
В Смутное время, возможно, в 1611 году, Царское место было разобрано. И. Е. Забелин предполагает, что по приказу Боярской Думы. При Романовых Царское место было восстановлено.

### Описание
Дошедший до наших дней трон изготовлен из орехового и липового дерева; над ним прорезной балдахин (шатёр), поддерживаемый четырьмя искусно выточенными столбами, он был осенен двуглавым орлом. Шатер поддерживают четыре резных столбика, а вместо подножия у него четыре льва, также вырезанные из дерева (в древних описях собора их ошибочно именуют каменными). Царское место имело занавеси, которые задвигали, когда царь переоблачался в соборе.

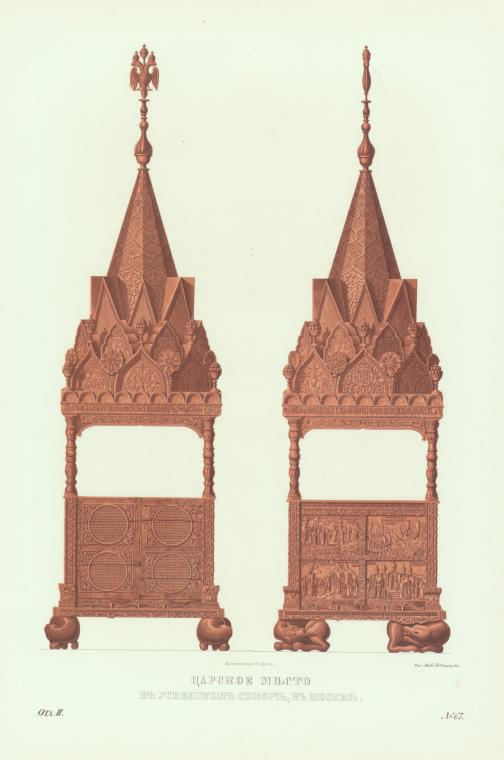
Трон, или царское место, Успенского собора Московского Кремля (рисунок Ф. Г. Солнцева)
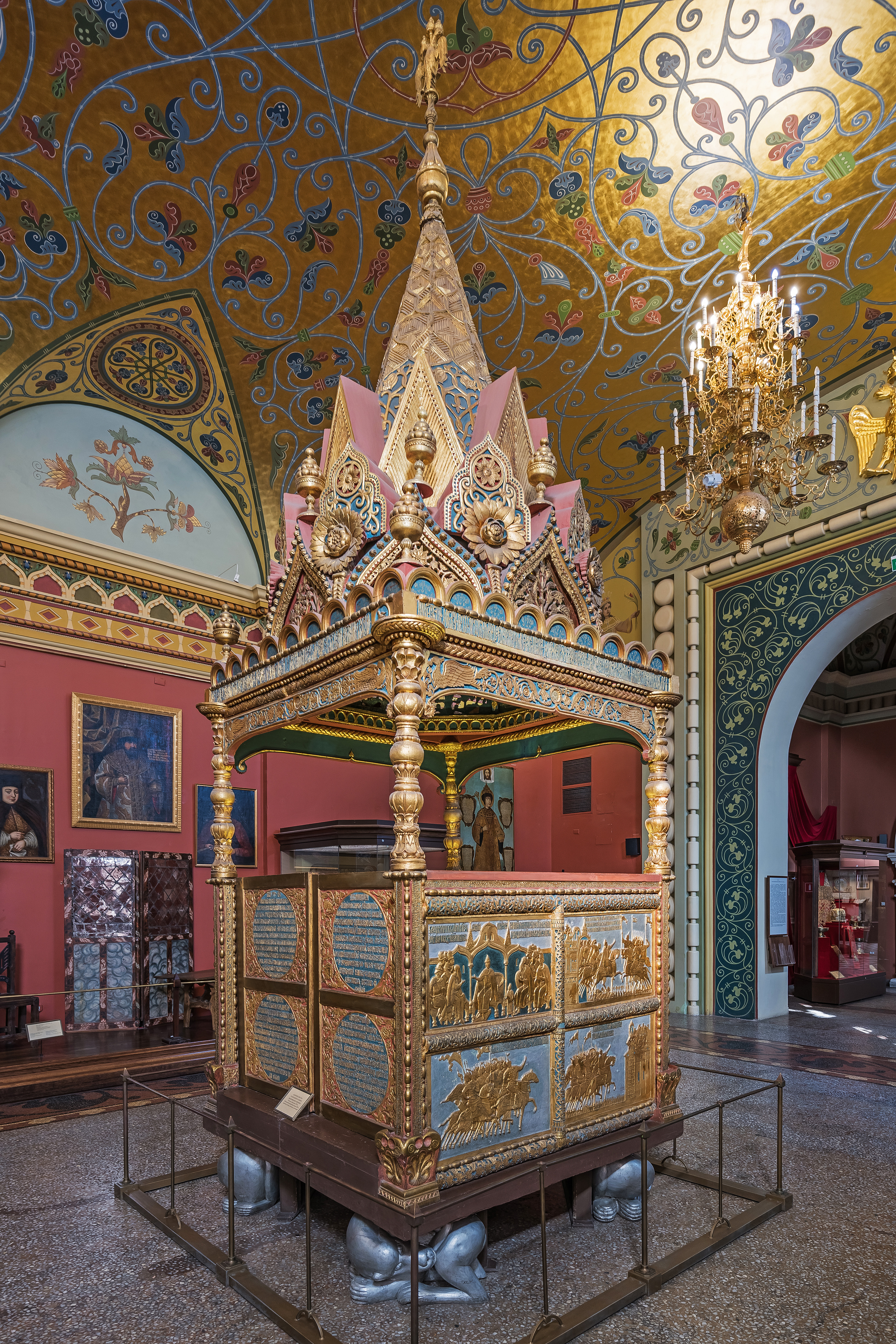
Копия Мономахова трона в экспозиции Исторического музея, XIX век
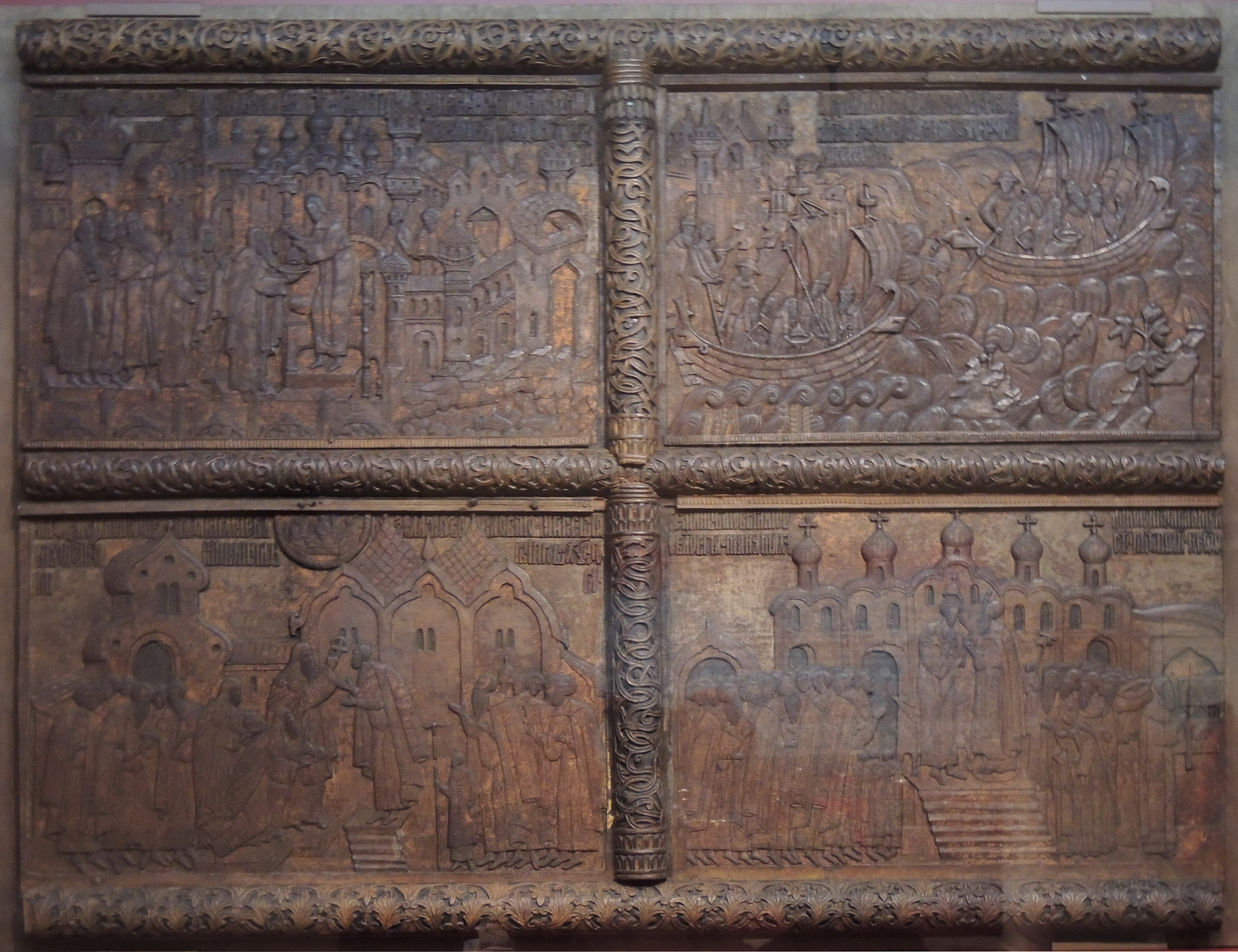
Подлинник панели. Современное состояние (Музеи Московского Кремля)

Фриз, связывающий балдахин, покрыт со всех четырёх сторон надписями, извлеченными из Священного Писания. При входе на царское место, с восточной стороны, сделаны створчатые двери. На каждой дверце в кругах вырезаны по две надписи, заключающие в себе рассказ о войне Владимира Мономаха с греками.
Столбики трона поставлены на три панели, на каждой из которых вырезано по четыре барельефа, итого выходит 12 барельефов, которые иллюстрируют сюжеты известного памятника древнерусской литературы «Сказания о князьях Владимирских», повествующее о привозе на Русь царских регалий — шапки Мономаха, барм (парадного оплечья) и других предметов.
| Левый верхний рельеф | Правый верхний рельеф                                                                    | Левый нижний рельеф | Правый нижний рельеф |
| --- | ---------------------------------------------------------------------------------------- | --- | --- |
| |                                                                                          | | |
| |                                                                                          | | |
| № 1. Совет Владимира Мономаха «со Князми своими», на котором он рассказывает о храбрости предков, получающих дань с Царьграда. | № 2. Великий князь Владимир собирает «искусных» воевод и назначает начальников в войско. | № 3. Войска великого князя Владимира двигаются во Фракию.                                                                              | № 4. Воеводы около фракийского города.                                                                                            |
| |                                                                                          | | |
| № 5. Воеводы великого князя взяли в плен фракийцев.                                                                            | № 6. Войска возвращаются «со многим богатеством».                                        | № 7. Войска Константина Мономаха сражаются с врагами — «с Персы и с Латыною».                                                          | № 8. Константин Мономах созывает совет и назначает послов в Киев.                                                                 |
| |                                                                                          | | |
| № 9. Константин Мономах «дает честныя дары» — царские регалии — для передачи князю Владимиру.                                  | № 10. Послы на корабле отправляются в путь.                                              | № 11. Посланники из Царьграда прибывают в Киев к великому князю Владимиру и приносят «честныи и ины многи дары и прошаху у него мира». | № 12. Митрополит Неофит, прибывший из Царьграда, венчает великого князя Владимира Всеволодовича царским венцом — шапкой Мономаха. |

По мнению исследователей в разработке замысла трона, несомненно, принимал участие наставник юного Ивана IV выдающийся деятель русской церкви XVI века, ныне прославленный как святой, московский митрополит Макарий. Изготовлен трон в России, очевидно, дворцовыми мастерами.
Копия конца XIX века находится в Историческом музее. Она сделана специально для Исторического музея и интересна тем, что представляет собой реконструкцию уникального памятника в его первоначальном виде с восстановлением утраченных оригиналом деталей декора, золочения и полихромной росписи.

### Значение

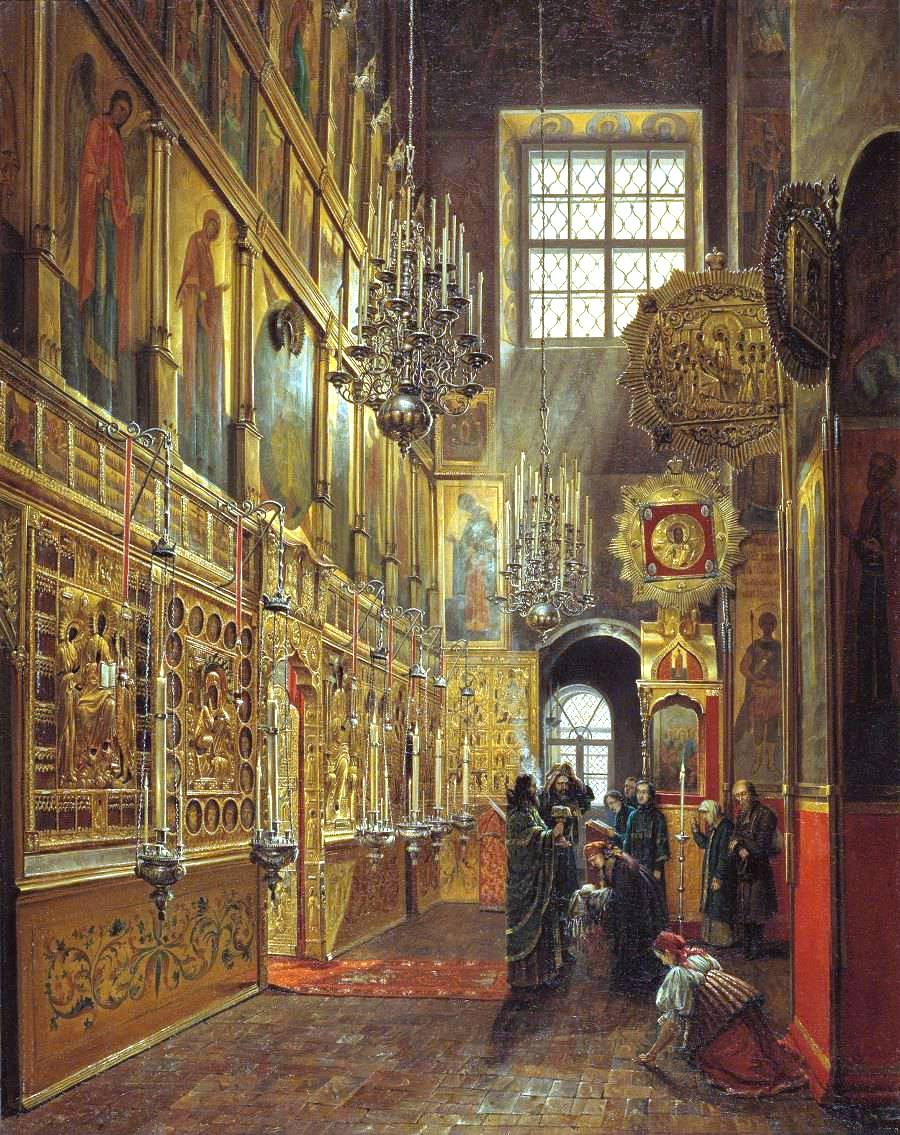
Интерьер Благовещенского собора с царским местом

Исследователь сакрального пространства Московской Руси Б. А. Успенский писал: «При этом „царское место“ в середине церкви, где совершается венчание, коррелирует с „царскими дверями“, ведущими в алтарь, перед которыми совершается помазание; следует отметить при этом, что наименование „царские двери“ в этот период — в отличие от периода более раннего — соотносится с Христом как Царём славы. Таким образом, два царя — небесный и земной — как бы пространственно противопоставлены в храме; иначе говоря, они находятся в пространственном распределении. Не случайно уже со времени Иоанна IV „царское место“ в московском Успенском соборе именуется „престолом“ — престол царя земного, расположенный посреди храма, очевидным образом коррелирует, опять-таки, с престолом Царя небесного, находящимся в алтаре».
Каждое воскресенье русские цари стояли там, слушая службу. Пребывание царя на «царском» месте и митрополита (затем патриарха) в алтаре служило образом «симфонии властей» и «священной сугубицы». После переноса столицы в Санкт-Петербург помазание на царство все равно совершалось на этом месте. Посягательство на него было равнозначно осквернению алтаря.
Забелин пишет о пасхальной службе:

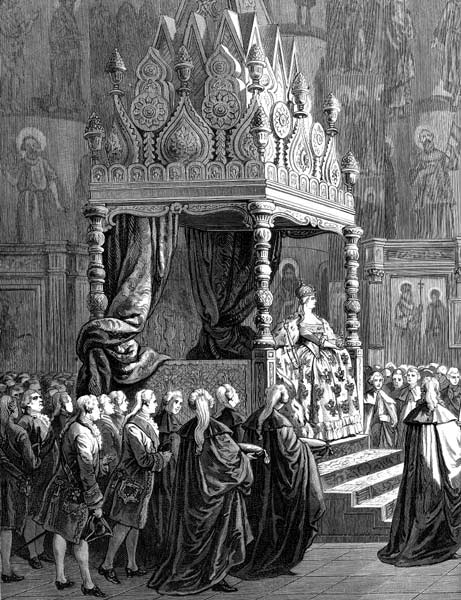
Екатерина II на Царском месте во время коронования

Обряд царского лицезрения оканчивался выходом государя к утрене, всегда в Успенский собор. Сам государь и все чины до последнего в это время были в золотных одеждах. У кого не было такой одежды, того не пускали и в собор. Во время заутрени, после хвалитных стихер, государь, по обычаю, прикладывался к евангелию и образам и «творил целование во уста» с патриархом и с высшими духовными властями, а прочих жаловал к руке, при чём тем и другим жаловал также красные яйца. Бояре и все чины, которые были в соборе, также прикладывались к святыне, подходили к патриарху, целовали его руку и получали либо золоченые, либо красные яйца: высшие — по три, средние — по два, а младшие — по одному яйцу. Похристосовавшись с духовенством, государь шествовал на своё царское место у южных дверей собора, на котором жаловал к руке и раздавал яйца боярам и всем чинам до последнего. Яйца государь раздавал гусиные, куриные и деревянные точеные, по три, по два и по одному, смотря по знатности лиц. Эти яйца были расписаны по золоту яркими красками в узор, или цветными травами, «а в травах птицы и звери, и люди».

Петру I при подготовке к коронации Екатерины I в 1724 году предложили убрать из собора Мономахов трон. Он ответил «Я сие место почитаю драгоценнее золотого за его древность, да и потому, что все державные предки, Российские Государи, на нём стояли». Трон был оставлен, с него сняли дверцы (позднее они были возвращены на место), внутри его обложили золотой парчой, а верх украсили золотой бахромой.
К коронации Николая II в ходе реставрационных работ Успенского собора были проведены работы по очистке от старых слоёв лака барельефов Мономахова трона, что нашло своё отражение в специально изданном отчёте Коронационной комиссии.

### В современной истории
В 1992 году вице-президент Александр Руцкой привёл в Успенский Собор юного Г. М. Гогенцоллерна-Романова и попытался провести его на Царское место. Этому воспротивилась пожилая музейная служительница, и он сказал ей: «Это наш будущий Царь», на что она ответила: «Вот когда будет, пусть идёт», так что претенденту не удалось посидеть на Царском месте.